# Colona philippinensis
Colona philippinensis là một loài thực vật có hoa trong họ Cẩm quỳ. Loài này được (Vidal) Burret mô tả khoa học đầu tiên năm 1926.